# Anna Jermina
Anna Jermina, ros. Анна Ермина (ur. 24 czerwca 1993) – rosyjska lekkoatletka specjalizująca się w chodzie sportowym.
Brązowa medalistka mistrzostw Europy juniorów (2011) w Tallinnie. 
Rekordy życiowe: chód na 10 kilometrów – 43:35 (2012). 

## Osiągnięcia
| Rok  | Impreza                     | Miejsce | Konkurencja      | Pozycja    | Wynik    |
| ---- | --------------------------- | ------- | ---------------- | ---------- | -------- |
| 2011 | Mistrzostwa Europy juniorów | Tallinn | chód na 10 000 m | 3. miejsce | 46:49,00 |